# Ekdycjusz
Ekdycjusz Awitus, Ecdicius Avitus (ur. ok. 420 – zm. po 475) – galorzymski arystokrata, senator, magister militum praesentalis od 474 do 475. Syn cesarza Awitusa.

## Życiorys
Ekdycjusz wychowywał się we wpływowej rodzinie przyszłego cesarza Awitusa w Augustonemetum (obecnie Clermont-Ferrand). Jego siostra Papianilla była żoną Sydoniusza Apollinarisa, dlatego często odwiedzał jego posiadłość w Avitacum (prawdopodobnie obecne Lac d'Aydat). Miał brata imieniem Agrykola. W latach 60. V wieku był jedną z najbogatszych i najważniejszych osobistości zachodniego imperium i przebywał na dworze cesarza Antemiusza do 469.
Razem ze szwagrem Sydoniuszem, biskupem Clermont, bronił Owernii przed atakami Wizygotów od 471 do 474. Król Wizygotów Euryk oblegał wiele miast Owernii, ale Ekdycjusz, dzięki prywatnym oddziałom bucellarii opłacanym z własnych dochodów, dostarczał zaopatrzenie oblężonym miastom. Między innymi udało mu się przerwać oblężenie Augustonemetum.
Na podstawie wzmianki Jordanesa w Getica (O pochodzeniu i czynach Gotów) przypuszcza się, że Ekdycjusz jako dux Romanorum stał na czele dukatu Owernii, czyli odrębnego okręgu wojskowego z własnym dowódcą.
Za panowania cesarza Antemiusza Ekdycjusz uzyskał podporządkowanie się władzy rzymskiej Burgundów Chilperyka II jako osiedlonych sprzymierzeńców (foederati).
Cesarz Juliusz Nepos pod koniec 474 podniósł Ekdycjusza do rangi patrycjusza, którą obiecał mu już wcześniej Antemiusz, i obdarzył go stanowiskiem magister militum praesentialis, zapewne z zamiarem powierzenia mu prowadzenia wojny z Wizygotami. Jednakże gdy tylko rozpoczął w 475 kampanię przeciw Wizygotom, został odwołany przez Neposa do Italii, a jako głównodowodzący armią rzymską zastąpił go Flawiusz Orestes. Poza tym Nepos zawarł z królem Eurykiem porozumienie o oddaniu Wizygotom Owernii w zamian za Prowansję, wobec czego obrona tego obszaru przez Ekdycjusza stała się bezcelowa. Odtąd postać Ekdycjusza znika z zapisów historycznych.
Ekdycjusz jest adresatem dwóch listów Sydoniusza: II 1 i III 3 oraz wiersza (carm. XX).